# Összeesküvés
Az összeesküvés (latinul conjuratio) jogi értelemben egy bűncselekmény, egy adott államrend megdöntésére, adott esetben forradalom előidézésére irányzott titkos szövetkezés. Résztvevői egy terv végrehajtására és titoktartásra kötelezik magukat, gyakran esküvel. A királyságokban a fennálló államrend szempontjából az összeesküvés mint felségsértés volt büntetendő.

## A politikai életben
Az összeesküvés (latin eredetű szóval: konspiráció) politikai értelemben az ellenség olyan vélt vagy tényleges, mindenesetre titkos vagy titkolni szándékozott tevékenysége, amellyel ellenük összefog. Nemcsak egyének, hanem államok vagy szélső esetben felekezetek vagy pártok elleni vádként is hangoztatják. A vélt (vagy rágalomként) való használatát a politikai nyelv összeesküvés-elméletként szokta nevezni.
Az államok által működtetett titkosszolgálatok, valamint bűnöző szervezetek, földalatti politikai vagy tiltott szervezetek felépítésének, tevékenysége módszereinek jellemzője a konspiráció ami lehetővé teszi a titkos tevékenység biztonságos megszervezését.

## A magyar jogban
Korábban a magyar Büntető Törvénykönyv Különös része  az állam elleni bűncselekmények körében tartalmazott összeesküvés nevű bűncselekményt. (1961: V. törvény 116–118. §, majd az 1978. évi IV. törvénynek az 1989: XXV. tv. hatálybalépéséig hatályos 139. §-a).
E büntető jogszabályokra hivatkozó, 1963. április 5. és 1989. október 15. között történt elítéléseket  az 1992. évi XI. törvény semmissé nyilvánította.
E törvény preambuluma szerint : "1963 után is változatlanul hatályba maradtak azok az állam és közrend elleni bűncselekményeket megállapító rendelkezések, amelyek alapján olyan ítélkezési gyakorlat érvényesült, amely egyrészt ellentétben állt az akkor hatályos Alkotmányban rögzített alapelvekkel, másrészt ellentétes volt az emberi jogokra vonatkozó általánosan elismert elvekkel és szabályokkal, valamint a társadalom erkölcsi értékrendjével. Mindezeket nemcsak a büntetőjog eszközeivel, hanem szabálysértési és más igazgatási eljárásokkal is megsértette a rendszer.
Az Országgyűlés elítéli ezt a joggyakorlatot és erkölcsi elégtételt kíván adni mindazoknak, akiket az sújtott. Nincs mód arra, hogy mindenfajta sérelmet a törvény orvosoljon, de indokolt, hogy a büntetőeljárások alapján sérelmet szenvedett személyek - a jogállamiságnak az Alkotmányban rögzített elveivel összhangban - politikai, erkölcsi és jogi elégtételben részesüljenek..."
A hatályos 2012. évi C. törvény az ide vonható egyes tényállásokat az állam elleni bűncselekmények körében más név alatt szabályozza.

## Híres összeesküvések

### Magyarországon
- A Wesselényi-összeesküvés
- A Zsigmond király elleni összeesküvés

### Külföldön
- Az amboise-i összeesküvés (1560)
- Lőporos összeesküvés (Gunpowder Plot) Angliában (1605)
- Rye House összeesküvése